# Graham Robert Allan
Graham Robert Allan (* 13. August 1936 in South Gate; † 9. August 2007 in Cambridge) war ein britischer Mathematiker, der sich mit Analysis und speziell Banach-Algebren beschäftigte.

## Leben
Allan studierte ab 1954 unterbrochen von zwei Jahren Wehrdienst in einer Radarstation am Sidney Sussex College der Universität Cambridge, wo er 1963 bei Frank Smithies promovierte (Contributions to the theory of locally convex spaces). Danach war er Fellow am Churchill College in Cambridge und ab 1967 Lecturer an der University of Newcastle. Ab 1970 war er Professor an der University of Leeds. 1978 kehrte er in der niedrigeren Position als Lecturer nach Cambridge zurück, einmal weil ihm die Verwaltungsarbeit nicht gefiel und außerdem weil er dort stärker von den Studenten stimuliert wurde. 1980 wurde er Reader und 1985 Director of Studies des Churchill College, dessen Vizepräsident er 1990 bis 1993 war. 2003 ging er in den Ruhestand.
1969 erhielt er den Junior Berwick-Preis der London Mathematical Society.